# Pirayú
Pirayú é um distrito do Paraguai, Departamento Paraguarí. Possui uma população de 15.793 habitantes. Sua economia é baseada na agricultura e pecuária.

## Transporte
O município de Pirayú é servido pelas seguintes rodovias:
- Caminho em pavimento ligando a cidade de Yaguarón ao município de Caacupé (Departamento de Cordillera)
- Caminho em pavimento ligando a cidade de ao município de San Bernardino (Departamento de Cordillera)
- Caminho em terra ligando a cidade ao município de Paraguarí [1][2][3]